# Gibraltar United F.C.
Gibraltar United F.C. – gibraltarski klub piłkarski z siedzibą w Gibraltarze.

## Historia
Chronologia nazw:
- 1943: Gibraltar United F.C.
- 19??: Gibraltar United Bencraft F.C.
- 1999: Gibraltar United F.C.
- 2001: Gibraltar United Straits Overseas F.C.
- 2002: Gibraltar United F.C.
- 2011: Lions Gibraltar F.C. – po fuzji z Lions F.C.
- 2014: Gibraltar United F.C. – po rozpadzie fuzji

Gibraltar United F.C. został założony w 1943 roku w Gibraltarze. W sezonie 1946/47 zespół zagrał swój pierwszy sezon na najwyższym poziomie, zdobywając pierwszy tytuł mistrzowski. Przez następne lata klub pięciokrotnie z rzędu był najlepszym w Gibraltarze. Od połowy lat 60. do końca stulecia występował w różnych ligach bez większych sukcesów. Dopiero w sezonie 2001/02 zdobył swoje kolejne mistrzostwo. W sezonie 2010/11 zajął 4. miejsce w pierwszej dywizji, ale potem połączył się z drugoligowym Lions F.C. i pod nazwą Lions Gibraltar F.C. startował w sezonie 2011/12 w Division 1. W 2014 zarząd klubu postanowił odejść z fuzji i kontynuować osobno historię klubu.

## Sukcesy

### Trofea międzynarodowe
Nie uczestniczył w rozgrywkach europejskich (stan na 31-05-2014).

### Trofea krajowe
| \| \| Zdobyte trofea w rozgrywkach Gibraltaru (stan na: 31-05-2014) \| |                                                               |      |                                                                  |
| Rozgrywki                                                              | Osiągnięcie                                                   | Razy | Sezon(y)                                                         |
| · Mistrzostwo                                                          | I miejsce                                                     | 11   | 1947, 1948, 1949, 1950, 1951, 1954, 1960, 1962, 1964, 1965, 2002 |
| · Mistrzostwo                                                          | II miejsce                                                    | ?    | ..., 2004, 2008, 2010                                            |
| · Mistrzostwo                                                          | III miejsce                                                   | ?    | ..., 2006                                                        |
| Puchar                                                                 | zdobywca                                                      | ?    | 1947, ..., 2000, 2001                                            |
| Puchar                                                                 | finalista                                                     | ?    | ..., 2002, 2005, 2010                                            |
| Puchar Ligi                                                            | zdobywca                                                      | 0    |                                                                  |
| Puchar Ligi                                                            | finalista                                                     | 0    |                                                                  |
| II liga                                                                | I miejsce                                                     | ?    | ..., 1999                                                        |
| II liga                                                                | II miejsce                                                    | ?    | ...                                                              |
| II liga                                                                | III miejsce                                                   | ?    | ...                                                              |
| Gibraltar                                                              | Zdobyte trofea w rozgrywkach Gibraltaru (stan na: 31-05-2014) |      |                                                                  |

- Pepe Reyes Cup
  - zdobywca (4): 2000, 2001, 2004, 2009

## Stadion
Klub rozgrywał swoje mecze domowe na Victoria Stadium w Gibraltarze, który może pomieścić 2,249 widzów.